# Tung Pivu
Tung Pivu (angol nyelvterületen Dong Biwu) (Huanggang, 1886. március 5. – Peking, 1975. április 2.) kínai politikus, 1959 és 1968 között alelnök, 1968 és 1975 között Szung Csing-linggel közösen a Kínai Népköztársaság elnöke volt.

## Fényképek

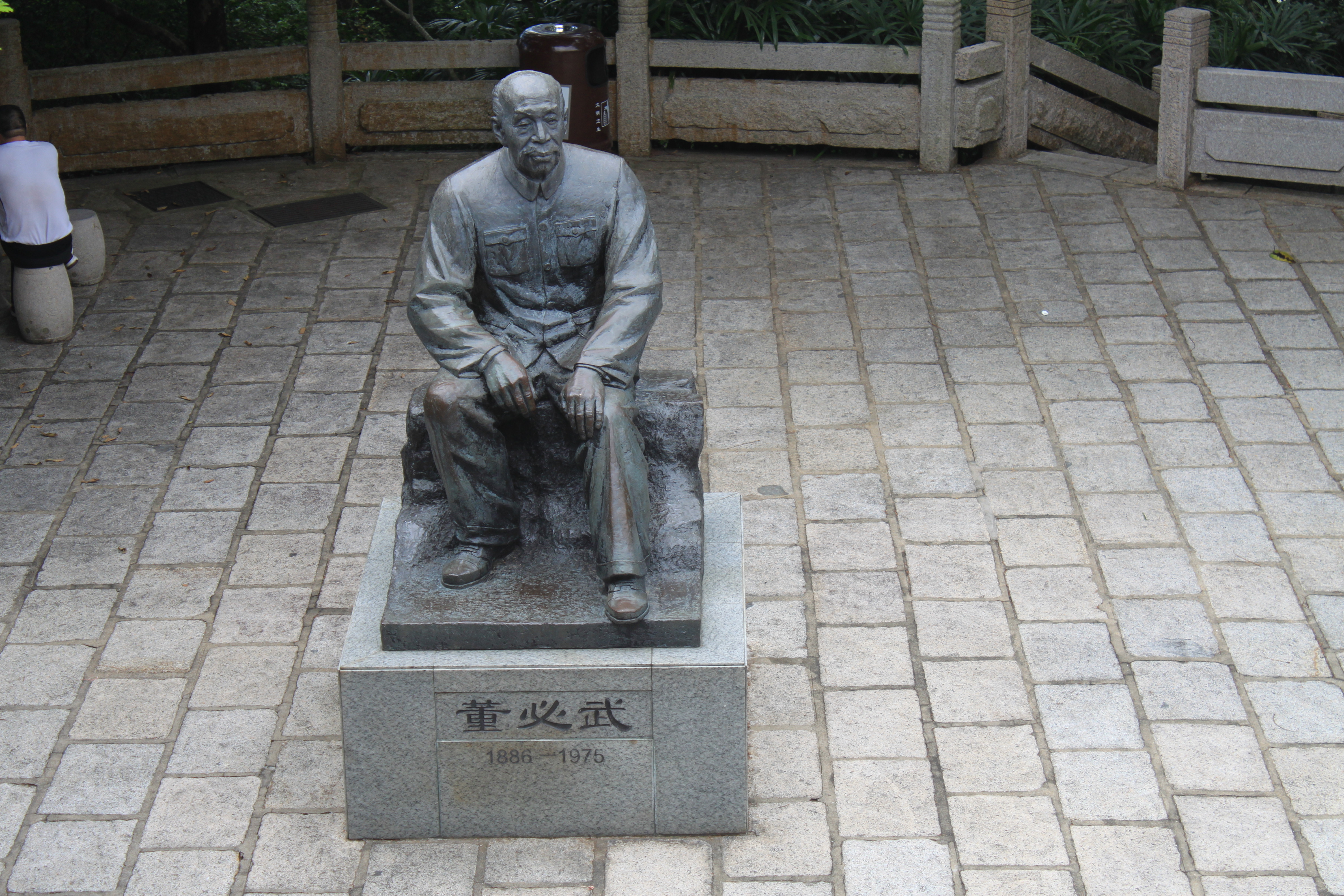
Tung Pivu szobra
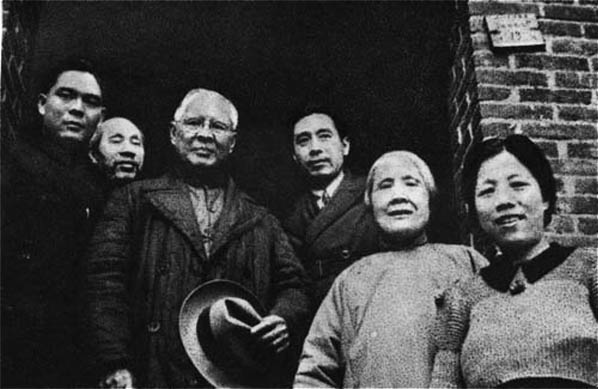
Balról a második
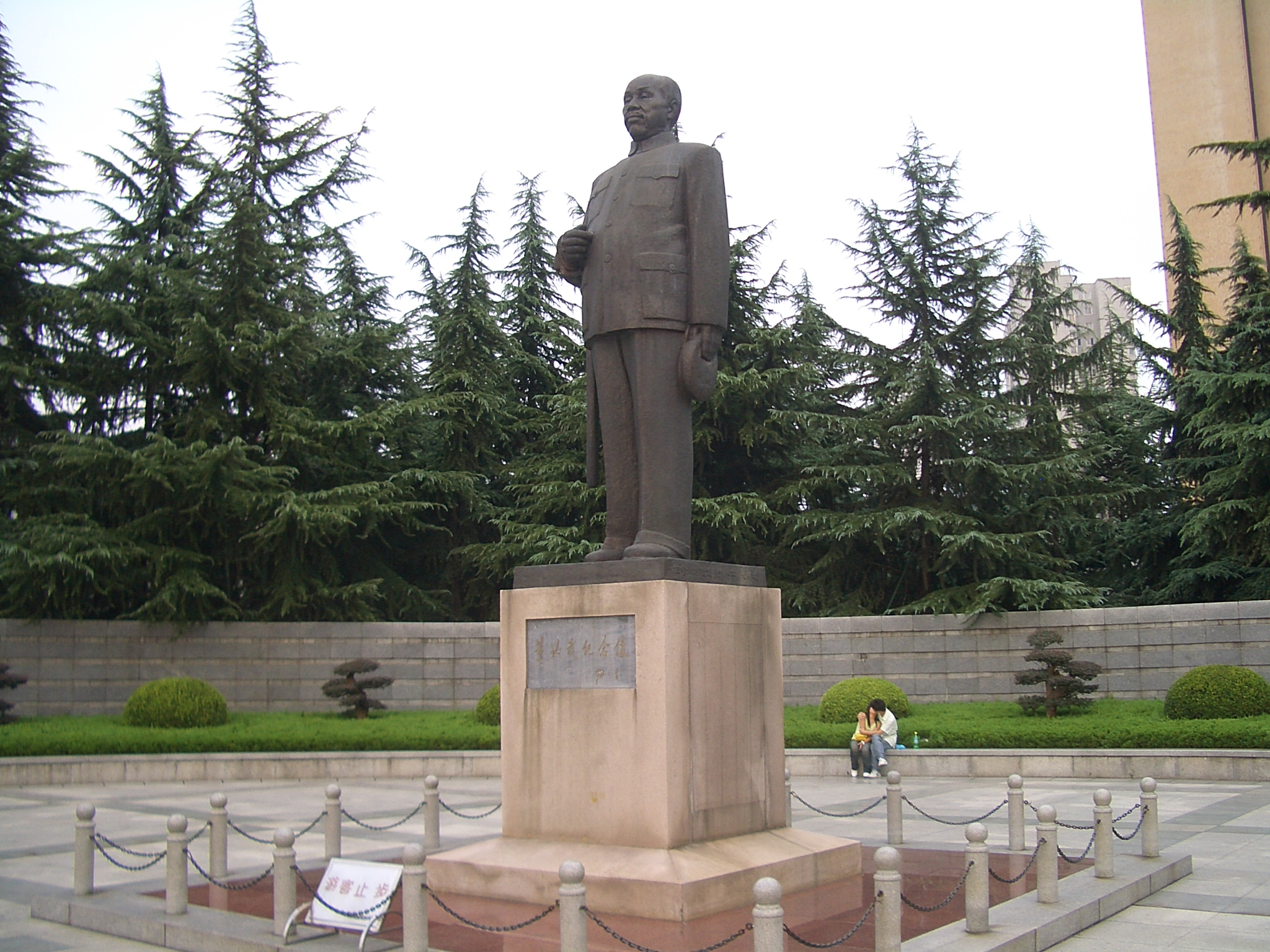
Tung Pivu másik szobra Vuhanban

## Fordítás
- Ez a szócikk részben vagy egészben  a   Dong Biwu című angol Wikipédia-szócikk ezen változatának fordításán alapul.  Az eredeti cikk szerkesztőit annak laptörténete sorolja fel. Ez a jelzés csupán a megfogalmazás eredetét és a szerzői jogokat jelzi, nem szolgál a cikkben szereplő információk forrásmegjelöléseként.